# Idiops garoensis
Idiops garoensis là một loài nhện trong họ Idiopidae.
Loài này thuộc chi Idiops. Idiops garoensis được Benoy Krishna Tikader miêu tả năm 1977.